# 永遠プレッシャー
「永遠プレッシャー」（えいえんプレッシャー）は、日本の女性アイドルグループ、AKB48の楽曲。秋元康が作詞、丸谷マナブが作曲を手掛けた。2012年12月5日にAKB48のメジャー29作目のシングルとしてキングレコードから発売された。楽曲のセンターポジションは島崎遥香が務めた。

## 背景とリリース
2012年9月18日に日本武道館で開催された『AKB48 29thシングル選抜じゃんけん大会』でベスト16に入ったメンバーが楽曲に選抜メンバーとして参加した。同大会で優勝した島崎遥香がシングル表題曲では初のセンターを務める。さらにインディーズ時代から全シングル表題曲での選抜入りしていた小嶋陽菜がじゃんけん大会で3回戦敗退となり初めて選抜から外れたため、全シングル表題曲での選抜入り継続者が消滅した。
前作『UZA』から引き続きの選抜入りは、板野友美、柏木由紀、篠田麻里子、島崎遥香、横山由依の5人。上野圭澄（SKE48）、中田ちさと、中村麻里子の3人が選抜メンバー初参加。選抜復帰のメンバーは8人で、梅田彩佳が、2012年8月の27thシングル『ギンガムチェック』以来、4か月（2作）ぶり、阿部マリア、木本花音（SKE48）、竹内美宥の3人が、2012年5月の26thシングル『真夏のSounds good !』以来、7か月（3作）ぶり、前田亜美が、2011年12月の24thシングル『上からマリコ』以来、1年（5作）ぶり、内田眞由美が、2010年12月の19thシングル『チャンスの順番』以来、2年（10作）ぶり、仁藤萌乃が、2009年6月の12thシングル『涙サプライズ!』以来、3年半（17作）ぶり、松原夏海が、2008年2月の8thシングル『桜の花びらたち2008』以来、4年10か月（21作）ぶりの選抜入りとなった。
なお、梅田彩佳、前田亜美、松原夏海の3人にとって、AKB48のシングル表題曲としては本作が最後の選抜入りとなった。
また、上野圭澄（SKE48）、中田ちさと、中村麻里子の3人にとっても、AKB48のシングル表題曲としては本作が最初で最後の選抜入りとなった。
本曲は、同年11月13日放送分『火曜曲!』スペシャルにおいてテレビ番組で初披露された。
楽曲のシングル盤は、「通常盤」の「Type-A」、「通常盤」の「Type-B」、「通常盤」の「Type-C」、「通常盤」の「Type-D」および「劇場盤」の5タイプによって発売され、「通常盤」の「Type-A」、「Type-B」、「Type-C」においてはAKB48のシングルでは初めてSKE48、NMB48、HKT48のオリジナル楽曲が収録されている。さらに、「通常盤」の「Type-D」では秋元康以外が作詞した楽曲が初収録された。また、「通常盤」の「Type-A」、「Type-B」、「Type-C」を組み合わせることで、選抜メンバー16人が暮らす女子寮が完成するクラフトパッケージ仕様となっている。特典として、「通常盤」の「Type-A」、「Type-B」、「Type-C」の初回プレス分には生写真2種、「通常盤」の「Type-D」の初回プレス分には生写真1種、「劇場盤」には生写真および「劇場盤発売記念大握手会」参加券が封入されている。CDジャケットのアートディレクションは吉田ユニが担当している。
キャッチコピーは、「プレッシャーの分だけ、本気なんだ」。
ミュージック・ビデオ (MV) は高橋栄樹が監督を務めている。ロケ地は菅平高原プチホテル ゾンタック（5号館・フォーレス館・合掌館）、唐沢の滝である。
「Type-A」、「Type-B」、「Type-C」のDVDには、MVが存在しない楽曲のMVを制作するという趣旨のファン投票企画『Music Video Request 2012』で上位3位となった楽曲のMVが収録されている。

## アートワーク
| Type-A（表） | 『永遠プレッシャー』選抜メンバー16名                                                       |
| Type-A（裏） | 松原夏海、前田亜美、梅田彩佳、木本花音、上野圭澄、中田ちさと                               |
| Type-B（表） | 篠田麻里子、仁藤萌乃、島崎遥香、中村麻里子、内田眞由美、板野友美                           |
| Type-B（裏） | 横山由依、阿部マリア                                                                       |
| Type-C（表） | 柏木由紀、島崎遥香、竹内美宥、阿部マリア、横山由依                                         |
| Type-C（裏） | 前田亜美                                                                                   |
| Type-D（表） | 小嶋陽菜、大島優子、入山杏奈、渡辺麻友、川栄李奈、藤江れいな、北原里英、加藤玲奈、岡村隆史 |
| Type-D（裏） | 小森美果、河西智美、峯岸みなみ、永尾まりや、倉持明日香、大家志津香、市川美織、岡村隆史     |
| 劇場盤（表） | 島崎遥香                                                                                   |
| 劇場盤（裏） | 仁藤萌乃                                                                                   |

## チャート成績
2012年12月11日付のオリコンデイリーチャートで84万枚を記録し、初登場1位を獲得。さらに、2012年12月17日付オリコン週間シングルチャートにおいて初登場1位を記録した。AKB48のシングルの1位獲得は『RIVER』から16作連続・通算16作目である。初動売上は約107万3000枚となり、初動のみでミリオンセラーを達成した。AKB48のシングルがミリオンセラーを達成するのは『Beginner』から通算11作目となり、『桜の木になろう』から10作連続となった。10作連続での達成はB'z（『Real Thing Shakes』で達成）以来16年半ぶり史上2組目であり、女性アーティストでは初である。通算ミリオン達成数ではMr.Childrenが記録していた10作を上回り、B'z（15作）に次ぐ単独2位となった。1週だけで年間チャート5位に入り、史上初の2年連続5曲ミリオン達成と1位から5位までを独占した。

## メディアでの使用
楽曲は以下のメディアで使用された。
- UHA味覚糖『ぷっちょ×AKB48』CMソング[7]
- 2012年東京都知事選挙CMソング
- バンダイナムコゲームス『AKB1/149 恋愛総選挙』CMソング
- ひかりTV『びみょ〜な扉 AKB48のガチチャレ』CMソング

## シングル収録トラック

### Type-A
| #         | タイトル                                   | 作詞      | 作曲       | 編曲      | 時間  |
| --------- | ------------------------------------------ | --------- | ---------- | --------- | ----- |
| 1.        | 「永遠プレッシャー」                       | 秋元康    | 丸谷マナブ | 若田部誠  | 4:57  |
| 2.        | 「とっておきクリスマス」                   | 秋元康    | 渡辺和紀   | 渡辺和紀  | 5:13  |
| 3.        | 「強がり時計」(SKE48)                      | 秋元康    | 後藤康二   | 後藤康二  | 4:52  |
| 4.        | 「永遠プレッシャー（off vocal ver.）」     |           | 丸谷マナブ | 若田部誠  | 4:56  |
| 5.        | 「とっておきクリスマス（off vocal ver.）」 |           | 渡辺和紀   | 渡辺和紀  | 5:13  |
| 6.        | 「強がり時計（off vocal ver.）」           |           | 後藤康二   | 後藤康二  | 4:48  |
| 合計時間: | 合計時間:                                  | 合計時間: | 合計時間:  | 合計時間: | 29:59 |

| #  | タイトル                                               | 作詞 | 作曲・編曲 | 監督     | 時間  |
| -- | ------------------------------------------------------ | ---- | ---------- | -------- | ----- |
| 1. | 「永遠プレッシャー Music Video」                       |      |            | 高橋栄樹 | 11:13 |
| 2. | 「とっておきクリスマス Music Video」                   |      |            | 丸山健志 |       |
| 3. | 「強がり時計 Music Video」                             |      |            | 久保茂昭 |       |
| 4. | 「チームB推し Music Video」                            |      |            | 中村太洸 |       |
| 5. | 「29thシングル選抜じゃんけん大会ドキュメント（前編）」 |      |            |          |       |

### Type-B
| #         | タイトル                                   | 作詞      | 作曲       | 編曲      | 時間  |
| --------- | ------------------------------------------ | --------- | ---------- | --------- | ----- |
| 1.        | 「永遠プレッシャー」                       | 秋元康    | 丸谷マナブ | 若田部誠  | 4:57  |
| 2.        | 「とっておきクリスマス」                   | 秋元康    | 渡辺和紀   | 渡辺和紀  | 5:14  |
| 3.        | 「HA!」(NMB48)                             | 秋元康    | 田中明仁   | 武藤星児  | 4:13  |
| 4.        | 「永遠プレッシャー（off vocal ver.）」     |           | 丸谷マナブ | 若田部誠  | 4:56  |
| 5.        | 「とっておきクリスマス（off vocal ver.）」 |           | 渡辺和紀   | 渡辺和紀  | 5:14  |
| 6.        | 「HA!（off vocal ver.）」                  |           | 田中明仁   | 武藤星児  | 4:09  |
| 合計時間: | 合計時間:                                  | 合計時間: | 合計時間:  | 合計時間: | 28:43 |

| #  | タイトル                                               | 作詞 | 作曲・編曲 | 監督         | 時間  |
| -- | ------------------------------------------------------ | ---- | ---------- | ------------ | ----- |
| 1. | 「永遠プレッシャー Music Video」                       |      |            | 高橋栄樹     | 11:13 |
| 2. | 「とっておきクリスマス Music Video」                   |      |            | 丸山健志     |       |
| 3. | 「HA! Music Video」                                    |      |            | 園田俊郎     |       |
| 4. | 「ファースト・ラビット Music Video」                   |      |            | 柿本ケンサク |       |
| 5. | 「29thシングル選抜じゃんけん大会ドキュメント（中編）」 |      |            |              |       |

### Type-C
| #         | タイトル                                   | 作詞      | 作曲       | 編曲      | 時間  |
| --------- | ------------------------------------------ | --------- | ---------- | --------- | ----- |
| 1.        | 「永遠プレッシャー」                       | 秋元康    | 丸谷マナブ | 若田部誠  | 4:57  |
| 2.        | 「とっておきクリスマス」                   | 秋元康    | 渡辺和紀   | 渡辺和紀  | 5:13  |
| 3.        | 「初恋バタフライ」(HKT48)                  | 秋元康    | 杉山勝彦   | 生田真心  | 3:53  |
| 4.        | 「永遠プレッシャー（off vocal ver.）」     |           | 丸谷マナブ | 若田部誠  | 4:56  |
| 5.        | 「とっておきクリスマス（off vocal ver.）」 |           | 渡辺和紀   | 渡辺和紀  | 5:13  |
| 6.        | 「初恋バタフライ（off vocal ver.）」       |           | 杉山勝彦   | 生田真心  | 3:51  |
| 合計時間: | 合計時間:                                  | 合計時間: | 合計時間:  | 合計時間: | 28:03 |

| #  | タイトル                                               | 作詞 | 作曲・編曲 | 監督     | 時間  |
| -- | ------------------------------------------------------ | ---- | ---------- | -------- | ----- |
| 1. | 「永遠プレッシャー Music Video」                       |      |            | 高橋栄樹 | 11:13 |
| 2. | 「とっておきクリスマス Music Video」                   |      |            | 丸山健志 |       |
| 3. | 「初恋バタフライ Music Video」                         |      |            | 福居英晃 |       |
| 4. | 「桜の花びら〜前田敦子solo ver.〜 Music Video」        |      |            | 丸山健志 |       |
| 5. | 「29thシングル選抜じゃんけん大会ドキュメント（後編）」 |      |            |          |       |

### Type-D
| #         | タイトル                                   | 作詞      | 作曲       | 編曲           | 時間  |
| --------- | ------------------------------------------ | --------- | ---------- | -------------- | ----- |
| 1.        | 「永遠プレッシャー」                       | 秋元康    | 丸谷マナブ | 若田部誠       | 4:57  |
| 2.        | 「とっておきクリスマス」                   | 秋元康    | 渡辺和紀   | 渡辺和紀       | 5:13  |
| 3.        | 「永遠より続くように」(OKL48)              | 岡田寿也  | 岡田寿也   | 野中“まさ”雄一 | 4:00  |
| 4.        | 「永遠プレッシャー（off vocal ver.）」     |           | 丸谷マナブ | 若田部誠       | 4:56  |
| 5.        | 「とっておきクリスマス（off vocal ver.）」 |           | 渡辺和紀   | 渡辺和紀       | 5:13  |
| 6.        | 「永遠より続くように（off vocal ver.）」   |           | 岡田寿也   | 野中“まさ”雄一 | 3:57  |
| 合計時間: | 合計時間:                                  | 合計時間: | 合計時間:  | 合計時間:      | 28:16 |

| #  | タイトル                             | 作詞 | 作曲・編曲 | 監督     | 時間  |
| -- | ------------------------------------ | ---- | ---------- | -------- | ----- |
| 1. | 「永遠プレッシャー Music Video」     |      |            | 高橋栄樹 | 11:13 |
| 2. | 「とっておきクリスマス Music Video」 |      |            | 丸山健志 |       |
| 3. | 「永遠より続くように Music Video」   |      |            | 中村太洸 |       |

### 劇場盤
| #         | タイトル                                   | 作詞      | 作曲       | 編曲           | 時間  |
| --------- | ------------------------------------------ | --------- | ---------- | -------------- | ----- |
| 1.        | 「永遠プレッシャー」                       | 秋元康    | 丸谷マナブ | 若田部誠       | 4:57  |
| 2.        | 「とっておきクリスマス」                   | 秋元康    | 渡辺和紀   | 渡辺和紀       | 5:14  |
| 3.        | 「私たちのReason」                         | 秋元康    | 俊龍       | 野中“まさ”雄一 | 4:35  |
| 4.        | 「永遠プレッシャー（off vocal ver.）」     |           | 丸谷マナブ | 若田部誠       | 4:56  |
| 5.        | 「とっておきクリスマス（off vocal ver.）」 |           | 渡辺和紀   | 渡辺和紀       | 5:14  |
| 6.        | 「私たちのReason（off vocal ver.）」       |           | 俊龍       | 野中“まさ”雄一 | 4:32  |
| 合計時間: | 合計時間:                                  | 合計時間: | 合計時間:  | 合計時間:      | 29:24 |

## 選抜メンバー
かっこ内は『AKB48 29thシングル選抜じゃんけん大会』での順位。
- 阿部マリア（6位）
- 板野友美（13位）
- 上野圭澄 （9位） [注釈 3]
- 内田眞由美（4位）
- 梅田彩佳（15位）
- 柏木由紀（11位）
- 木本花音（12位） [注釈 3]
- 篠田麻里子（5位）
- 島崎遥香（1位）
- 竹内美宥（7位）
- 中田ちさと（16位）
- 中村麻里子（8位）
- 仁藤萌乃（2位）
- 前田亜美（10位）
- 松原夏海（14位）
- 横山由依（3位） [注釈 4]

## 収録アルバム
- 次の足跡
- 0と1の間

## SNH48によるカバー
AKB48の姉妹グループであるSNH48は、本楽曲の収録曲「とっておきクリスマス」を「新年的鐘聲」のタイトルでカバーしている。このカバー曲は、グループの10作目のEPとして発売された。2015年12月28日発売された。
歌詞はサビの決め台詞以外は秋元の詞を中国語に翻訳したものとなっている。

### EP収録トラック
| #  | タイトル                                                    | 作詞              | 作曲         | 編曲           |
| -- | ----------------------------------------------------------- | ----------------- | ------------ | -------------- |
| 1. | 「新年的鐘聲」(原曲：「とっておきクリスマス」)              | 秋元康/上海星四芭 | 渡辺和紀     | 渡辺和紀       |
| 2. | 「綠光」(原曲：「Green Flash」)                             | 秋元康/上海星四芭 | Carlos K.    | 佐々木裕       |
| 3. | 「麵包和奶油」(原曲：NMB48の「アーモンドクロワッサン計画」) | 秋元康/上海星四芭 | 草野よしひろ | 清水哲平       |
| 4. | 「DU-DU BABY」(原曲：SKE48の「JYURI-JYURI BABY」)           | 秋元康/上海星四芭 | Zenith       | 若田部誠       |
| 5. | 「奔跑的少女」(原曲：「走れ!ペンギン」)                     | 秋元康/上海星四芭 | 織田哲郎     | 野中“まさ”雄一 |
| 6. | 「給你」(易嘉愛)                                            | 易嘉愛            | 易嘉愛       |                |

| #  | タイトル | 作詞 | 作曲・編曲 | 監督 |
| -- | -------- | ---- | ---------- | ---- |
| 1. | 「給你」 |      |            |      |

### 選抜メンバー
- 戴萌
- 郝婉晴
- 黃婷婷
- 鞠婧禕
- 李藝彤
- 李宇琪
- 劉炅然
- 劉佩鑫
- 莫寒
- 邱欣怡
- 邵雪聰
- 宋昕冉
- 萬麗娜
- 易嘉愛
- 張丹三
- 張語格